# Монтале (Ла Специја)
Монтале је насеље у Италији у округу Ла Специја, региону Лигурија.
Према процени из 2011. у насељу је живело 173 становника. Насеље се налази на надморској висини од 343 м.